# Pajar (apilamiento)

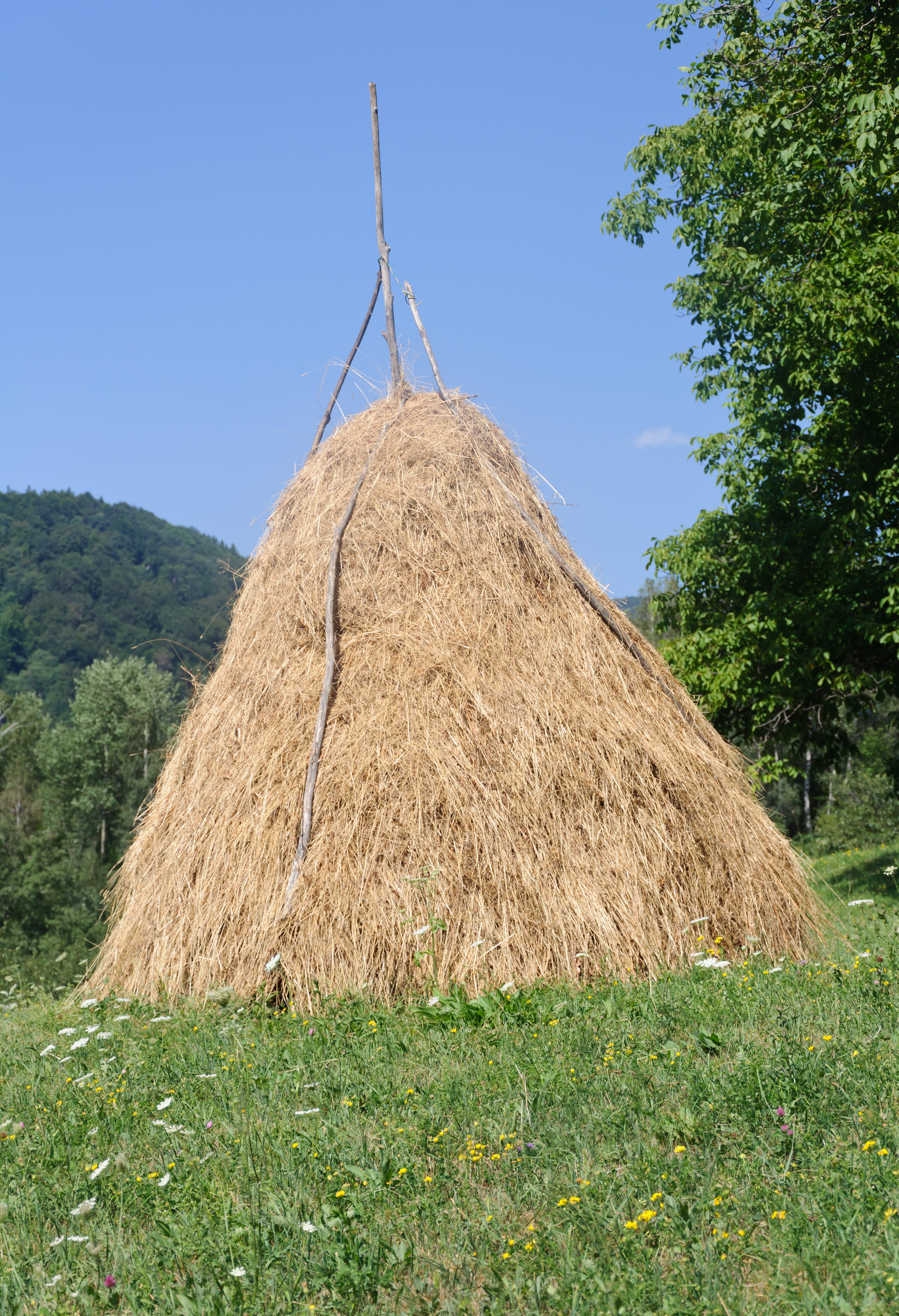
Vista de cerca de un pajar de heno apilado en Rumanía.

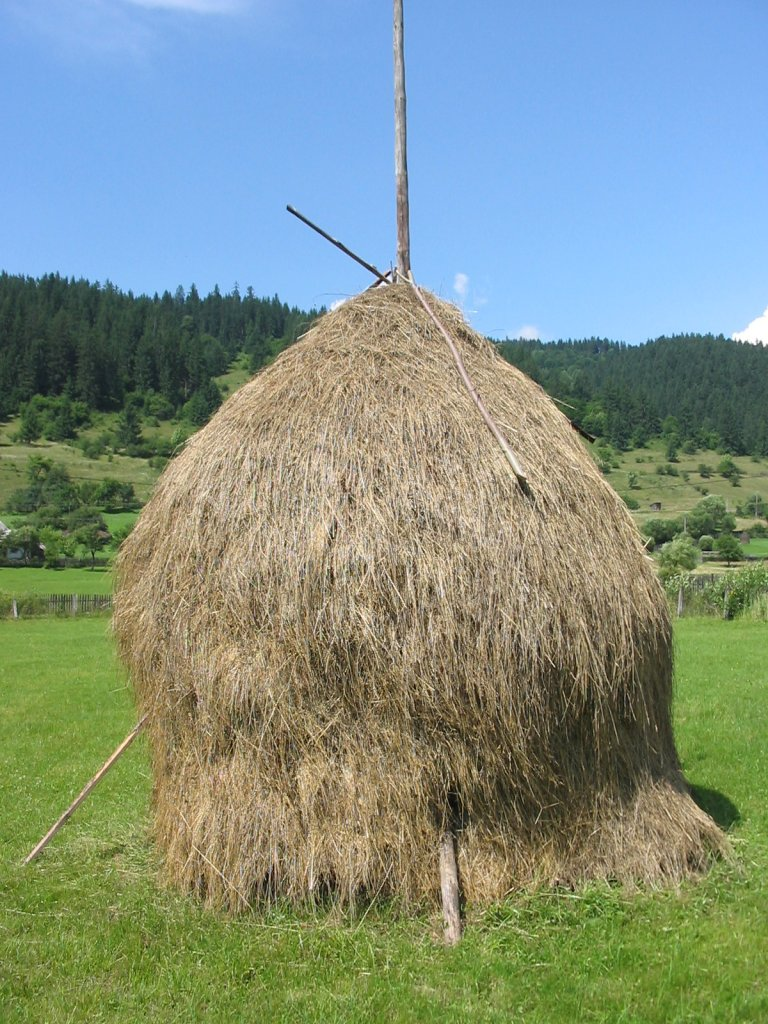
Heno apilado en Rumania, en forma de pajar.

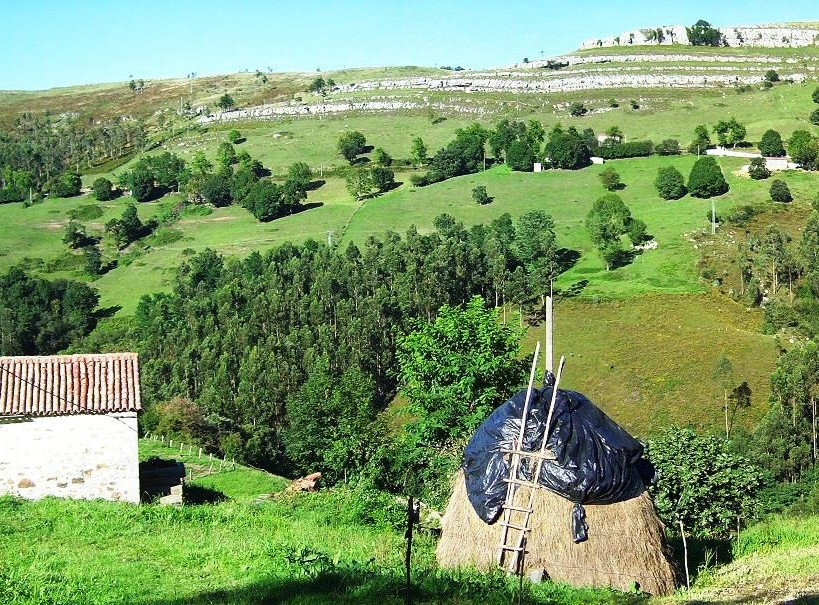
Hacina alta de hierba en Riotuerto, Cantabria (España).

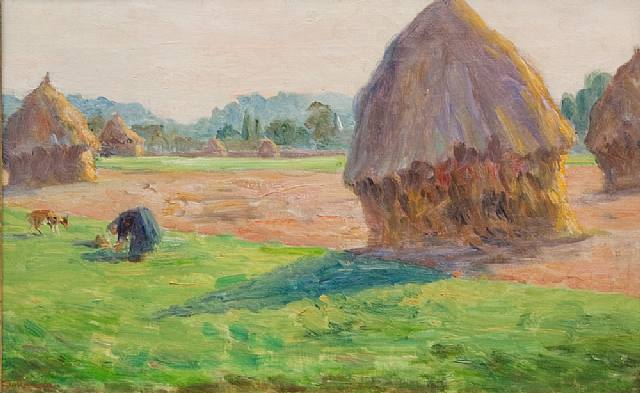
Les Meules, de Armand Guillaumin (circa 1890-1895).

Se denomina pajar, meda, almiar a la manera histórica de almacenar la paja y otros vegetales, a fin de disponer de ellos en el tiempo para la alimentación de animales. Se trata de obtener cierta protección de los agentes atmosféricos y lograr que el producto conserve, en la mayor medida posible, sus cualidades nutricionales. En la actualidad, con el uso de la maquinaria, este modo de almacenamiento ha sido sustituido por las "pacas" o fardos de paja.
Se compone de un poste central de madera sobre el que se acumula el heno cortado en pilas y alrededor del cual se suele levantar un pequeño murete para evitar que el ganado pudiera acercarse. Forman parte de las prácticas agrícolas tradicionales de diferentes lugares del mundo, por ejemplo, son característicos de Galicia (llamados palleiros), del País Vasco y Navarra (llamados generalmente Metak, Belar-Metak si son de hierba y Lasto-Metak si son de paja), de Cantabria (denominadas hacinas) o del Sistema Central en España.
Meda' es un nombre característico de Asturias y de algunos otros pueblos. Se componía de un poste central de madera sobre el que se depositaba en capas, el heno cortado. En Castilla, esta misma disposición recibe los nombres de almiar, lo que demuestra que su uso no es solo característico de Asturias.
En áreas de Marruecos sigue siendo una práctica común para almacenar la paja de cereal.

## Descripción
El heno suelto se trasladaba a una zona designada para el acopio-normalmente una zona algo elevada para drenar el agua-donde se formaba una pila de heno o pajar. La pila se hacía a prueba de agua (una tarea de considerable habilidad) y el heno se comprimía bajo su propio peso y se curaba por la liberación de calor de la humedad residual del heno y de las fuerzas de compresión. La pila se rodeaba de una valla para separarla del resto del campo. Cuando hacía falta, el pajar se abría con una cuchilla y cada día parte de él utilizaba para alimentar a los animales. Dependiendo de la zona, el pajar podía estar apoyado sobre una estructura interna o tener una cubierta impermeable que se podía bajarse a medida que se retiraba heno.

## Hacina

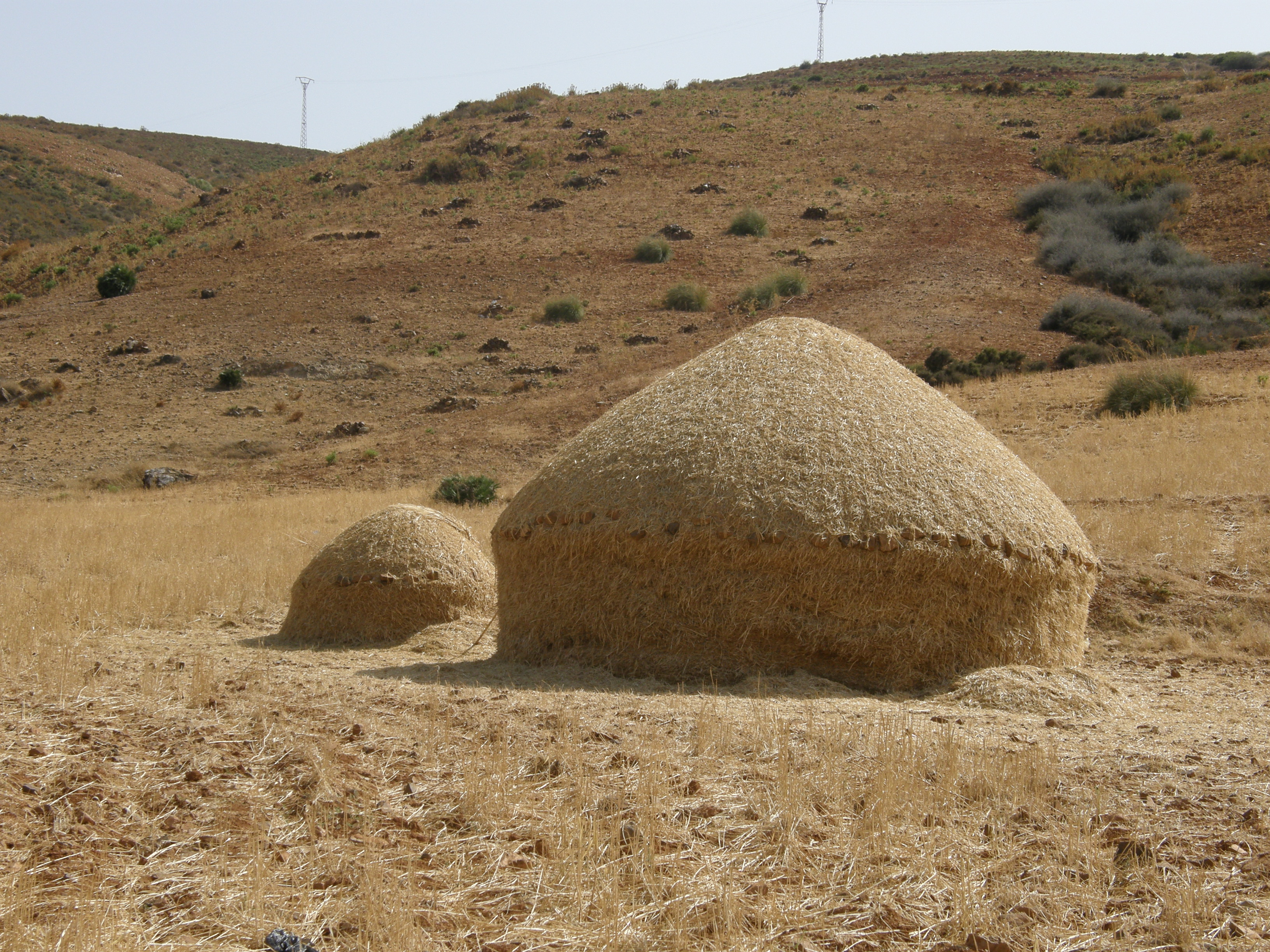
Pajares en el Parque Nacional de Alhucemas, Marruecos.

En España estos pequeños montones de heno o paja del cereal que se realiza tras la siega y que se diseminan por los campos o prados también se denominan hacinas. No obstante, de acuerdo con la geografía española pueden recibir diferentes denominaciones locales por los campesinos. Así, en Cantabria se denominan también burros, borricones, burriquillos, borregos, borreguitos, margaño o porcachos, entre otros. En la meseta central de España se conoce, sin embargo, como almiar o ameal.
Los montones más grandes de hierba reciben el nombre de hacinas altas o, en asturiano, balagar, vara d'herba o facín. Son montones mayores de hierba acumulada de forma cónica alrededor de una vara o poste de madera de unos 6 o 7 metros de altura y utilizados en el norte de España para almacenar hierba seca para el ganado.
La hacina alta es una forma de almacenar hierba cuando existe años de gran producción de ella. Una vez completado todo el pajar con hierba, la sobrante debía ser apilada a la intemperie. Para ello, cerca de una cuadra o cabaña se plantaba en la tierra un poste de madera, enterrado un metro en el suelo. Alrededor de él se colocan ramas gruesas, una encima de la otra con el fin de evitar que la humedad del suelo afecte a la hierba que se amontona encima. La hierba se va apilando en redondo y mientras una persona hace esta función otra la va pisando y repartiendo alrededor de la vara con el fin de compactar el montón. La montaña de hierba va reduciendo su diámetro a medida que crece, formando un cono que permite que el agua de la lluvia resbale desde su parte superior hasta caer al prado. De esta forma solo la hierba que esté en contacto con el agua se estropeará, mientras la que esté en el interior del montón permanecerá en perfectas condiciones para alimento del ganado. La hierba es peinada con un rastrillo en sentido longitudinal para facilitar que el agua resbale. Antiguamente, la parte superior, es decir, únicamente aquella al exterior pegada al poste, era rematada por hierba retorcida que evitaba la entrada de agua a lo largo de la madera. Hoy en día es común utilizar un plástico.
Durante el otoño y el invierno, la hierba almacenada en verano es utilizada para dar de comer al ganado. En la hacina alta esta hierba seca es cogida por abajo y poco a poco el montón decrece por el peso.
Las hacinas han sido muy tradicionales y utilizadas por los ganaderos de Asturias, Galicia o Cantabria hasta la aparición del ensilado de hierba con maquinaria agrícola y la utilización del plástico.

## Combustión espontánea
Las pilas de heno producen calor interno debido a la fermentación bacteriana. Si se apila heno con hierba húmeda, el calor producido puede ser suficiente para que se prenda fuego en el pajar. Los granjeros deben tener cuidado con los niveles de humedad para evitar esta "combustión espontánea", porque el fuego en un pajar puede ser muy peligroso.